# Lode Roels
Lode Roels (Geel, 1975) is een Vlaamse journalist en radiopresentator.  
Lode Roels behaalde in 1997 zijn master in communicatiewetenschappen aan de Vrije Universiteit Brussel.
Na zijn studies kon hij onmiddellijk aan de slag als researcher en later als vliegende reporter bij VRT Radio 1. In de periode tussen 2000 en 2007 was hij presentator van het ochtendprogramma Voor De Dag op Radio 1. Van 2007 tot februari 2011 presenteerde hij het nieuwsprogramma Vandaag in de avondspits, eerst afwisselend met Nicky Aerts, daarna met Annelies Beck.
In februari 2011 nam Roels onbetaald verlof voor vijf jaar en vertrok toen met zijn gezin naar Canada. Hij werkte er in als persagent voor communicatiediensten, waaronder die van de kamer van koophandel van Moncton, zijn woonplaats, en was in Toronto woordvoerder van de Canadese ontwikkelingsorganisatie "Grand Challenges",die  geïntegreerde innovatie nastreeft, in het bijzonder voor  de wereldwijde gezondheidszorg, door een combinatie van wetenschap, technologie en sociale en zakelijke innovatie.
Begin 2016, na zijn periode van onbetaald verlof, keerde Roels terug naar België en ging opnieuw presenteren op Radio 1. Hij is een van de vaste stemmen van het radionieuws op Radio 1. In vakantieperiodes presenteert hij soms De Wereld Vandaag (tot 2018) en De Ochtend.
Lode Roels heeft sinds zijn verblijf in Canada ook een eigen podcast, los van zijn job bij de VRT.  Na zijn terugkeer uit Canada werd hij ook podcastmaker voor de VRT,  met onder andere in de periode 2019-2020 17 afleveringen van "Podvis" over specifieke maatschappelijke problemen. Sinds 2022 werkt hij mee aan de podcast Het Kwartier van Radio 1. In 2016 was hij juryvoorzitter van "De beste podcastwedstrijd" van Radio 1.
In 2018 was hij een van de genomineerden voor de Grote Prijs Jan Wauters, die Hajo Beeckman won.
Lode Roels is ambassadeur van de Universiteit van Vlaanderen, een organisatie die wetenschap wil verspreiden bij het grote publiek.